# دبروجة

الموقع على ساحل البحر الأسود.

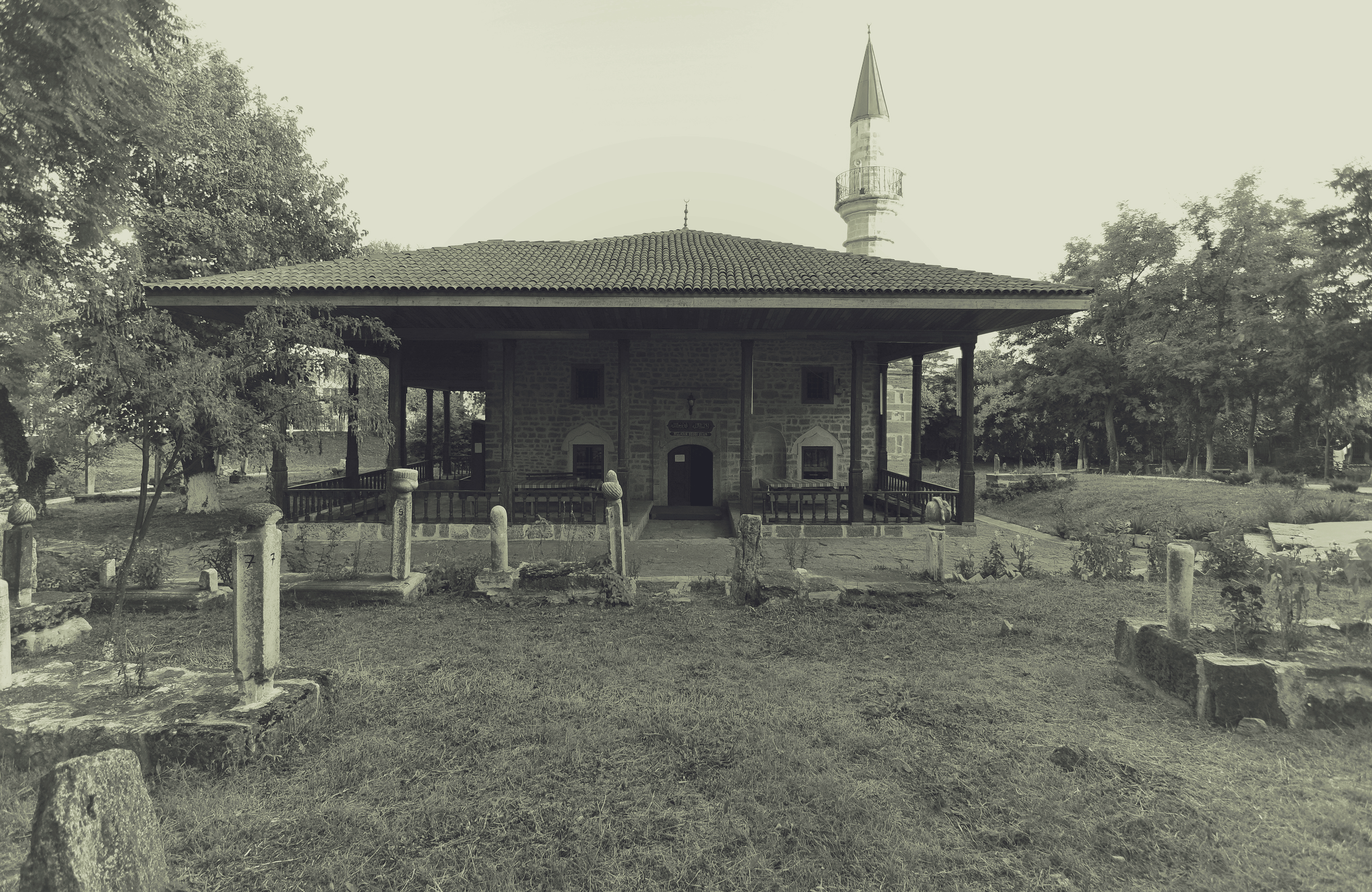
مسجد أسمهان ابنة السلطان العثماني سليم الثاني، وهو أقدم مساجد دبروجة.

دُبْرُوْجَة إقليم تاريخي يقع اليوم جنوب شرق رومانيا (أهم مدن هذا الشطر قنسطنطة)، وشمال شرق بلغاريا (أهم مدن هذا الشطر تولبوخين).

## الطبيعة
الإقليم زراعي في معظمه، وبه غابات في أجزائه الداخلية. ويمر بها نهر الدانوب وتطل على البحر الأسود.

## السياسة
كان جزء من مويزيا الرومانية، وبعدها جزء من الدولة البيزنطية، ثم بلغاريا في العصور الوسطى. ظل جزء من الدولة العثمانية منذ القرن الخامس عشر للميلاد وحتى 1878م، حين منح مؤتمر برلين معظمه لرومانيا، وسنة 1913م اضطرت بلغاريا للنزول عن الإقليم لرومانيا ثم استردته سنة 1940م.

## السكان
بلغ عدد سكان إقليم دبروجة قرابة المليون نسمة حوالي 90٪ منهم رومان و 27 ألف أتراك و 25 ألف تتار. وتنتشر المساجد في المنطقة الأثرية ومنذ عدة سنوات بدأت جهات معنية بترميمها.

## أعلام
- بوريس ستيفانوف